# Gambino bűnözőklán
A Gambino bűnözőklán vagy közismert nevén Gambino-család (másként még: Gambinók) New York egyik régóta ismert bűnszervezete és része az "öt családnak", amely az amerikai maffia néven vált ismertté az Egyesült Államokban. A szervezet, amelyben 1910 és 1957 között öt főnök is uralkodott, nevét Carlo Gambino után kapta, aki a klán főnöke volt az 1963-as McClellan-meghallgatások idején, amikor a szervezett bűnözés struktúrája először tárult a közvélemény elé. A csoport tevékenysége New Yorktól és a keleti parttól Kaliforniáig terjed. Illegális tevékenységei közé tartozik a munkaügyi és építőipari zsarolás, szerencsejáték, uzsorázás, zsarolás, pénzmosás, prostitúció, csalás, teherautó-eltérítés és orgazdaság.
A klán egyike volt annak az öt családnak, amelyeket az 1931-es Castellammaese háború után alapítottak New Yorkban. A következő huszonöt év nagy részében a szervezett bűnözésben kisebb szerepe volt. Legnevesebb tagja ez idő alatt az alvezér Albert Anastasia volt, aki az alvilág bűnöző csapatának, a Murder, Inc. vezetőjeként vált hírhedtté. Még azután is hatalmon maradt, hogy a Murder, Inc. az 1940-es évek végén szétzilálta, és 1951-ben – minden jel szerint a klán alapítójának, Vincent Manganónak a meggyilkolása után – átvette a szervezetét, amelyet akkor már Anastasia bűnözőklánként ismertek.
Amerika egyik legerősebb bűnözőklánjának felemelkedése 1957-ben kezdődött, amikor Anastasiát meggyilkolták, miközben a manhattani Park Sheraton Hotelben egy borbélyszékben ült. A szakértők úgy vélik, hogy Anastasia alvezére, Carlo Gambino segített megszervezni a merényletet, hogy átvegye a szervezet irányítását. Gambino társult Meyer Lanskyvel, hogy ellenőrizze a kubai szerencsejáték érdekeltségeket. A klán vagyona 1976-ig növekedett, amikor Gambino halála után sógorát, Paul Castellanót nevezte ki főnöknek. Castellano feldühítette a feltörekvő helyi vezért, John Gottit, aki 1985-ben megszervezte Castellano meggyilkolását. Gotti bukása 1992-ben következett be, amikor alvezére, Salvatore "Sammy the Bull" Gravano tanúskodott az FBI-nak. Gravano együttműködése buktatta le Gottit, a klán legtöbb vezető tagjával együtt. 2015-től kezdve a klán élén Frank Cali állt, amíg 2019. március 13-án Staten Island-i otthona előtt meg nem ölték.

## Története

### Eredete

#### D'Aquila banda
A Gambino bűnözőklán eredete a szicíliai Palermóból újonnan áttelepült maffiózók csoportjára vezethető vissza, akiket eredetileg Ignazio Lupo vezetett. Amikor őt és üzleti partnerét, Giuseppe Morellót 1910-ben pénzhamisításért börtönbe zárták, Salvatore "Toto" D'Aquila, Lupo egyik helyi vezére vette át az irányítást. D'Aquila Palermóból származó befolyásos emigráns volt, aki csatlakozott a Lupo bandához, amelynek székhelye Kelet-Harlemben volt. Az 1900-as években alapított Lupo Mano Nera banda volt az egyik első olasz bűnözői csoport New Yorkban. Lupo számos vállalkozásban Morello társa volt, aki az eredeti capo di tutti capi (a főnökök főnöke) volt, mely egy olyan titulus, amelyre később D'Aquila is áhítozott. Ahogy más bandák is alakultak New Yorkban, Morellót a főnökök főnökeként ismerték el. D'Aquila neve először 1906-ban jelent meg a rendőrségi nyilvántartásban egy csalás miatt.
1910-ben Giuseppe Morellót és Ignazio Lupót hamisításért harminc év börtönre ítélték. Mivel a Morello klán meggyengült, D'Aquila kihasználta a lehetőséget, hogy megalapozza az immár saját Palermitani klánjának dominanciáját Kelet-Harlemben. Gyorsan felhasználta az Egyesült Államok más maffiavezéreivel való kapcsolatait, hogy befolyási és kapcsolati hálózatot hozzon létre, és hamarosan hatalmas szerepet játszott New Yorkban.

#### New York-i bandák
1910-re több olasz banda is alakult New Yorkban. Az eredeti kelet-harlemi Morello banda és D'Aquila saját, immár növekvő bandája mellett, amely szintén Kelet-Harlemben működött (de a manhattani Lower East Side-on lévő Little Italy felé terjeszkedett), más szervezetek is alakultak. Brooklynban Nicolo "Cola" Schirò a szicíliai Castellammare del Golfóból, származó újabb maffiózókból álló bandát hozott létre.
Alfred Mineo egy harmadik szicíliai bandát is alapított Brooklynban. Egy másik Morello helyi vezér, Gaetano Reina Bronxban maradt, és ő uralkodott azon a területen. Dél-Brooklynban előbb Johnny Torrio, majd Frankie Yale állt egy új, felemelkedő szervezet élén. Végül két szövetséges nápolyi Camorra banda is létrejött, az egyik a Coney Islanden, a másik a brooklyni Navy Streeten, amelyeket Pellegrino Morano és Alessandro Vollero irányított.
1916-ban a Camorra meggyilkolta Nicholas Morellót, a Morello banda vezetőjét. Válaszul D'Aquila a Morellókkal szövetkezett a Camorra elleni harcban. 1917-ben Moranót és Vollerót is megvádolták gyilkossággal, és életfogytiglani börtönbüntetésre ítélték. Vezetőik eltűnésével a két Camorra banda is eltűnt, és D'Aquila, valamint a brooklyni Schiro klán átvette a brooklyni érdekeltségeiket. Nem sokkal később D'Aquila a sajátjához kapcsolta a Mineo bandát, és Mineo lett az első számú helyettese. D'Aquila ekkor már New York városának legnagyobb és legbefolyásosabb olasz bandáját irányította. Nagyjából ebben az időben Joe Masseria, egy másik korábbi Morello helyi vezér, a szesztilalom közeledtével kezdte érvényesíteni befolyását a Lower East Side-i Little Italy felett, és konfliktusba került D'Aquila ottani csapataival.

### A szesztilalom
1920-ban az Egyesült Államok betiltotta az alkoholtartalmú italok gyártását és árusítását (szesztilalom), ami lehetőséget teremtett a New York-i bandák számára egy rendkívül jövedelmező illegális üzletre.
1920-ra D'Aquila egyetlen jelentős riválisa Giuseppe "Joe, the Boss" Masseria volt aki átvette a Morello klán érdekeltségeit, és az 1920-as évek közepére olyan hatalomra és befolyásra tett szert, amely vetekedett D'Aquiláéval. Az 1920-as évek végére D'Aquila és Masseria egy lehetséges leszámolás előtt állt.
1928. október 10-én a Masseria fegyveresei meggyilkolták Salvatore D'Aquilát az otthona előtt, akinek második embere, Alfred Mineo és jobbkeze, Steve Ferrigno ekkor már a legnagyobb és legbefolyásosabb szicíliai bandát irányította New Yorkban

### Castellammarese háború.
1930-ban kezdődött a Castellammarese háború, Masseria és Salvatore Maranzano, Cola Schirò Castellammarese bandájának új vezetője között a New York-i olasz-amerikai bűnszervezetek irányításáért. 1930. november 5-én Mineo is áldozatul esett, őt és Ferrignót lelőtték egy Masseria ellen elkövetett merénylet során. 1931 áprilisában Masseriát egy étteremben meggyilkolta több egykori bandatagja, akik átálltak Maranzanóhoz. 1931-ben Maranzano minden főnökök főnökévé nyilvánította magát, és az összes New York-i bandát öt bűnözőklánba (családokba) szervezte át. Maranzano Frank Scalice-t nevezte ki a régi D'Aquila/Mineo banda vezetőjévé, amelyet New York új öt klánjának egyikeként jelölt ki.
1931 szeptemberében Maranzanót magát is meggyilkolta az irodájában egy bérgyilkosokból álló csapat. Az eset fő haszonélvezője (és mindkét merénylet szervezője) Charlie "Lucky" Luciano volt. Luciano megtartotta Maranzano öt klánját, és egy bizottsággal egészítette ki, hogy közvetítsen a vitákban és megakadályozza a további belső bandaháborúkat. Szintén 1931-ben Luciano lecserélte Scalice-t Vincent Manganóra a D'Aquila/Mineo banda, a mai Mangano klán élén. Mangano is helyet kapott az új Bizottságban. Ezzel a Cosa Nostra modern korszaka megkezdődött.

### A Mangano korszak
Vincent Mangano vette át a klán irányítását, Joseph Biondo lett a tanácsadó és Albert Anastasia az alvezér. Vincent Mangano még mindig hitt a "becsület", a "hagyomány", a "tisztelet" és a "méltóság" óvilági maffia hagyományaiban. Ugyanakkor valamivel jövőbe látóbb volt, mint Masseria és Maranzano. A szesztilalom 1933-as megszűnésével járó hatalmas bevételkiesés kompenzálására Vincent Mangano a klánját a zsarolás, a szakszervezeti zsarolás és az illegális szerencsejátékok, köztük a lóverseny, és a lottójátékok területére helyezte át.
Vincent Mangano megalapította a Városi Demokratikus Klubot is, a hírek szerint az amerikai értékek népszerűsítésére. A valóságban a klub a Murder, Inc. fedőszervezete volt, a főleg zsidó bérgyilkosokból álló hírhedt banda, amely országszerte bérgyilkosságokat hajtott végre a Cosa Nostra számára. Anastasia volt a Murder, Inc. operatív vezetője, a köznyelvben "Lord High Executioner"-ként ismerték.
Vincent Mangano szoros kapcsolatot ápolt Emil Camardával, a Nemzetközi Hosszútávfuvarozók Szövetségének (ILA) egyik alelnökével is. Az ILA-n keresztül Mangano és klánja teljesen ellenőrzése alatt tartotta Manhattan és Brooklyn partjait. 1932-től kezdve az ILA Local 1814 elnöke Anthony "Tough Tony" Anastasio, Albert Anastasia öccse volt (Anthony megtartotta vezetéknevük eredeti írásmódját). Anastasio volt a klán egyik legjobban kereső embere, aki több millió dollárnyi kenőpénzt és védelmi pénzt irányított a kasszába. Anastasio nem csinált titkot a maffiához fűződő kapcsolataiból, csak annyit kellett mondania, hogy "a testvérem, Albert", hogy a lényegre térjen. A klán támogatásával a brooklyni partok harminc évig Anastasio kezében voltak.
Ez idő tájt Carlo Gambinót előléptették a Mangano klánon belül, egy másik leendő főnökkel, Gambino unokatestvérével, Paul Castellanóval együtt.
Anastasia és Mangano általában konfliktusban álltak egymással, annak ellenére, hogy 20 évig dolgoztak együtt. Számos alkalommal közel kerültek a fizikai konfliktushoz is. Vincent Mangano kényelmetlenül érezte magát Anastasia szoros kapcsolatai miatt Lucky Lucianóval, Frank Costellóval, Joseph Bonannóval és más, a klánján kívüli vezető maffiózókkal. Mangano irigy volt Anastasia erős hatalmi pozíciójára a Murder, Inc. és a parti szövetségek körében. 1951 áprilisában Vincent Mangano nyomtalanul eltűnt, míg bátyját, Phillipet holtan találták. Senkit sem vádoltak meg Mangano testvérének gyilkosságával kapcsolatban, és Vincent holttestét soha nem találták meg. Általánosan elterjedt azonban az a nézet, hogy Anastasia ölte vagy ölette meg mindkettőjüket.

### Az Anastasia rezsim
A Bizottság elé idézett Anastasia nem volt hajlandó elismerni a bűnösségét a Mangano gyilkosságokban. Ugyanakkor azt állította, hogy Vincent Mangano meg akarta ölni őt. Anastasia már Vincent Mangano "távollétében" is irányította a klánt, és a Bizottság tagjait is megfélemlítette. Frank Costello, a Luciano klán főnökének támogatásával a Bizottság elfogadta Anastasia felemelkedését az immár Anastasia klán főnökévé. Carlo Gambino, egy ravasz figura, aki maga is a vezetésre pályázott, a tanácsadó pozícióba manőverezte magát.
A Murder, Inc. egykori főnöke, Anastasia kegyetlen gyilkos volt, aki félelmet keltett a New York-i bűnözőklánokban. Costellóval szövetségben Anastasia irányította a Bizottságot. Costello elkeseredett riválisa Vito Genovese volt, Lucky Luciano egykori alvezére. Genovese 1946 óta azon mesterkedett, hogy eltávolítsa Costellót a hatalomból, de nem volt elég erős ahhoz, hogy szembeszálljon Anastasiával.

### Az Anastasia elleni összeesküvés
Anastasia saját brutális tettei hamarosan kedvező légkört teremtettek New Yorkban a leváltásához. 1952-ben Anastasia elrendelte egy brooklyni férfi, Arnold Schuster meggyilkolását, aki segített a bankrabló (Willie Sutton) elfogásában. Mert nem tetszett neki, hogy Schuster segített a rendőrségnek. A New York-i klánokat felháborította ez az indokolatlan gyilkosság, amely nagy közfelháborodást keltett. Anastasia elidegenítette Luciano egyik befolyásos társát, Meyer Lanskyt is azzal, hogy kaszinókat nyitott Kubában, hogy versenyre keljen Lansky kaszinóival. Genovese és Lansky hamarosan beszervezte Carlo Gambinót az összeesküvésbe, felajánlva neki, hogy ha leváltja Anastasiát, ő maga lehet a főnök.
1957 májusában Frank Costello kisebb sérüléssel megúszott egy Genovese által szervezett gyilkossági kísérletet, és úgy döntött, hogy lemond a főnöki posztról. Azonban Genovese és Gambino hamarosan megtudta, hogy Costello összeesküvést szőtt Anastasiával a hatalom visszaszerzése érdekében. Úgy döntöttek, hogy megölik Anastasiát.
1957. október 25-én három felfegyverzett álarcos meggyilkolta Anastasiát, miközben a manhattani Park Sheraton Hotel fodrászüzletében ült. Amikor a fodrászszékben ült, a három támadó berontott, félrelökték a fodrászt az útból, és lövöldözni kezdtek. A megsebesült Anastasia állítólag megtámadta gyilkosait, de csak a tükörképüket ütötte meg a fali tükörben. Anastasia a helyszínen meghalt. Sok történész úgy véli, hogy Gambino utasította Joseph Biondo helyi vezért, hogy ölje meg Anastasiát, Biondo pedig a megbízást átadta a Stephen Armone és Stephen Grammauta vezette Gambino drogdílerekből álló osztagnak.

### A Gambino korszak
Anastasia halálával Carlo Gambino lett a főnöke az immár Gambino klánnak nevezett szervezetnek. Joseph Biondót nevezték ki alfőnöknek, azonban 1965-re Aniello Dellacroce váltotta fel.
Gambino és Luciano ezután segítettek egy Puerto Ricó-i drogkereskedőnek kifizetni 100 000 dollár egy részét, hogy hamisan belekeverje Genovesét egy drogügyletbe. 1959 áprilisában Genovesét 15 év börtönbüntetésre ítélték, ahol 1969-ben meghalt.
Gambino gyorsan az Egyesült Államok legerősebb bűnszervezetévé tette a klánt. Ebben segítették őt Meyer Lansky kubai és bahamai offshore kaszinói, amelyek jövedelmező üzletet jelentettek a Cosa Nostra számára.

### Más bűnszervezetek ellenőrzése
1964-ben Joseph "Joe Bananas" Bonanno, a Bonanno bűnözőklán feje és Joseph Magliocco, a Profaci bűnözőklán új főnöke összeesküdött, hogy megölik Gambinót és szövetségeseit a Bizottságban. A feladattal megbízott ember, Joseph Colombo azonban ehelyett felfedte a tervet Gambino előtt. A Gambino által vezetett Bizottság lemondásra kényszerítette Maglioccót, és arra, hogy átadja a klánját Colombónak, Bonanno pedig elmenekült New Yorkból. Gambino ezután az "öt család" legnagyobb hatalmú vezetője lett.
1971-ben Gambino a hírek szerint arra használta hatalmát, hogy megszervezzen egy gyilkosságot Colombo ellen. Gambino és szövetségesei elégedetlenek voltak Colombo nagy nyilvánosságot kapott tevékenysége miatt. Jerome Johnson 1971. június 28-án, a második "Olasz-Amerikai Egység Napja" elnevezésű gyűlésen lőtt Colombóra. Johnsont előzetesen a Gambino klánnal hozták kapcsolatba, de senki mást nem vádoltak meg a merénylettel kapcsolatban. Colombo ugyan túlélte a merényletet, de 1978-ban bekövetkezett haláláig lebénult.
Gambino befolyása kiterjedt a Lucchese bűnözőklán háttérben történő irányítására is, amelyet Carmine "Mr. Gribbs" Tramunti vezetett.
1972-ben Gambino Frank "Funzi" Tierit választotta ki a Genovese bűnözőklán előljáró főnökének. Gambino állítólag elrendelte Tieri elődjének, Thomas Ebolinak a meggyilkolását, miután Eboli nem fizette vissza Gambino hárommillió dolláros kölcsönét. Mások úgy vélik, hogy Ebolit saját klánja ölte meg kiszámíthatatlan viselkedése miatt.
Gambino uralma alatt a klán különösen nagy befolyásra tett szert az építőiparban. A háttérben megszerezte a Teamsters Local 282 irányítását, amely a New York város területén a legtöbb építőanyaghoz való hozzáférést irányította, és szó szerint le tudta állítani a legtöbb New York városbeli építőipari munkát.
1976. október 15-én Carlo Gambino otthonában természetes halállal halt meg. 1976-ban a várakozásokkal ellentétben Castellanót nevezte ki utódjául alvezére, Dellacroce helyett. Úgy tűnt, Gambino úgy gondolta, hogy klánja hasznot húzhat abból, ha Castellano a fehérgalléros üzletekre összpontosít. Dellacroce akkoriban adócsalás miatt börtönben ült, és nem tudta megtámadni Castellano utódlását.
Castellano utódlását a november 24.-i ülésen erősítették meg, amelyen Dellacroce is jelen volt. Castellano elintézte, hogy Dellacroce továbbra is alfőnök maradjon, miközben közvetlenül irányítja a Cosa Nostra hagyományos tevékenységeit, mint például a zsarolás, rablás és uzsorakölcsönök. Bár Dellacroce elfogadta Castellano utódlását, az alku gyakorlatilag két rivális csoportra osztotta a klánt.

### A Castellano rezsim
Amikor Castellano lett a főnök, megállapodott a felelősségek megosztásáról maga és Dellacroce között. Castellano vette át az úgynevezett "fehérgalléros bűncselekmények" irányítását, amelyek közé tartoztak a részvények elsikkasztása és más nagy összegű pénzmosások. Dellacroce megtartotta a hagyományos Cosa Nostra tevékenységek irányítását. A Dellacroce csoport feletti ellenőrzés fenntartása érdekében Castellano az Anthony "Nino" Gaggi és Roy DeMeo által vezetett csapatra támaszkodott. A DeMeo-banda állítólag közel kétszáz gyilkosságot követett el az 1970-es évek végén és az 1980-as évek közepén.
Ahogy Castellano egyre nagyobb hatalomra tett szert a Gambino bűnözőklánban, nagy összegeket szerzett az építőipari betonból. Castellano fia, Philip volt a Scara-Mix Concrete Corporation elnöke, amely Staten Islanden szinte monopóliumot gyakorolt az építőipari betonra. Castellano kezelte a Gambino érdekeltségeket a "Concrete Club"-ban is, amely a Bizottság által kiválasztott vállalkozók klubja volt, akik 2 millió és 15 millió dollár közötti szerződéseket bonyolítottak le. Cserébe a vállalkozók a szerződés értékének két százalékát adták vissza a Bizottságnak. Castellano felügyelte a Gambino irányítását a Teamsters Union Local Chapter 282 felett is, amely a New York-i és Long Island-i összes nagyobb építkezési projekt betonozásához biztosította a munkásokat.

### A Gambino klán ügye
A Gambino bűnözőklán felemelkedésére válaszul a szövetségi ügyészek a klán vezetését vették célba. 1984. március 31-én egy szövetségi esküdtszék vádat emelt Castellano és húsz másik Gambino tag és szövetséges ellen kábítószer-kereskedelem, gyilkosság, lopás és prostitúció vádjával. A következő évben egy második vádiratot is kapott Castellano a maffiabizottságban betöltött szerepe miatt. Mivel mindkét esetben életfogytiglani börtönbüntetés fenyegette, Castellano elintézte, hogy Gotti távollétében Thomas Bilotti, Castellano kedvenc helyi vezére és Thomas Gambino mellett megbízott főnökként szolgáljon. Gotti eközben összeesküvést szőtt elégedetlenkedő társaival, Frank DeCicco és Joseph "Joe Piney" Armone helyi vezérekkel, valamint Sammy Gravano és Robert "DiB" DiBernardo katonákkal (akiket együttesen "az Ökölnek" nevezték magukat), hogy megdöntsék Castellano hatalmát, ragaszkodva ahhoz, hogy a főnök tétlensége ellenére Castellano végül megpróbálja majd megölni őt. Armone támogatása kulcsfontosságú volt, mint a bűnözőklán alapítójáig, Vincent Manganóig visszavezethető, köztiszteletben álló veterán, az összeesküvők ügyének szükséges hitelességet kölcsönzött volna.

### Konfliktus Gottival
Castellano leghevesebb kritikusa John Gotti, egy queensi helyi vezér és Dellacroce pártfogoltja volt. Gotti ambiciózus volt, és maga akart a főnök lenni. Így aztán hamar elégedetlen lett Castellano vezetésével, mivel az új főnököt túlságosan elszigeteltnek és kapzsinak tartotta. A bűnözőklán többi tagjához hasonlóan Gotti személyesen sem kedvelte Castellanót. A főnökből hiányzott az utcai hitelesség, és azok, akik utcai szintű munkákat végezve megfizették a tartozásukat, nem tisztelték őt. Gottinak gazdasági érdeke is volt: folyamatos vitája volt Castellanóval a Kennedy repülőtéren történt gépeltérítésekből Gotti által szedett haszonból. Gotti a pletykák szerint a kábítószer-kereskedelembe is belevágott mint egy jövedelmező üzletágba, amelyet Castellano korábban betiltott.
1983 augusztusában Ruggierót és Gene Gottit letartóztatták heroin kereskedésért, elsősorban Ruggiero házában elhelyezett poloska felvételei alapján. Castellano, aki halálos fenyegetés terhe mellett megtiltotta, hogy a klánjából származó férfiak droggal kereskedjenek, követelte a szalagok másolatát, és amikor Ruggiero ezt megtagadta, megfenyegette Gottit, hogy lefokozza.
A maffiában régóta szabály, hogy a főnök megölése tilos a Bizottság többségének támogatása nélkül. Valójában Gotti tervezett merénylete lett volna az első főnök elleni támadás Frank Costello 1957-es merénylete óta, akit majdnem megöltek. Gotti tudta, hogy túl kockázatos lenne a másik négy főnök támogatását kérni, mivel ők régóta kapcsolatban álltak Castellanóval. Hogy ezt megkerülje, megszerezte generációja több fontos személyiségének támogatását a Lucchese, Colombo és Bonanno klánokban. A Genovese klán megkörnyékezésére nem gondolt, mivel Castellano szoros kapcsolatban állt Vincent "Chin" Gigante Genovese-főnökkel, Gotti azonban számíthatott Joseph N. Gallo Gambino tanácsadó cinkosságára is.
Miután Dellacroce 1985. december 2-án rákban meghalt, Castellano felülvizsgálta utódlási tervét: Bilottit nevezte ki alfőnöknek Thomas Gambino helyett egyedüli megbízott főnöknek, miközben terveket készített Gotti csapatának feloszlatására. Ezen feldühödve, valamint azon, hogy Castellano nem volt hajlandó részt venni Dellacroce temetésén és virrasztásán, elhatározta, hogy megöli főnökét.
Amikor DeCicco fülest adott Gottinak, hogy 1985. december 16-án a Sparks Steak House-ban találkozik Castellanóval és több más Gambino maffiózóval, Gotti úgy döntött, hogy él a lehetőséggel. A találkozó estéjén, amikor a főnök és az alvezér megérkezett, a Gotti parancsnoksága alatt álló bérgyilkosok rajtaütöttek és agyonlőtték őket. Gotti az autójából figyelte a merényletet Gravanóval.
1985. december 16-án Bilotti és Castellano megérkezett a manhattani Sparks Steak House-ba, hogy vacsorára találkozzon Frank DeCicco kapitánnyal. Amikor a két férfi kiszállt az autójukból, négy ismeretlen férfi agyonlőtte őket.

### John Gotti

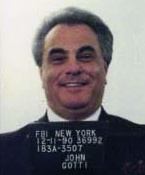
John Gotti

Néhány nappal Castellano meggyilkolása után Gotti Gallóval és DeCiccóval együtt bekerült egy háromtagú bizottságba, amely ideiglenesen vezette a szervezetet az új főnök megválasztásáig. Azt is bejelentették, hogy belső vizsgálat indul Castellano meggyilkolásának ügyében. Nyílt titok volt azonban, hogy Gotti csak névlegesen volt megbízott főnök, és a klán szinte minden helyi vezére tudta, hogy ő állt a gyilkosság mögött. Hivatalosan is a Gambino klán új főnökévé avatták a húsz helyi vezér 1986. január 15-én tartott találkozóján. Gotti Frank DeCiccót nevezte ki alfőnöknek, Angelo Ruggierót és Sammy Gravanót pedig helyi vezérré léptette elő. A hatalomátvétel idején a Gambino klánt a legbefolyásosabb amerikai bűnözőklánnak tartották, évi ötszázmillió dolláros bevételével. Gotti "The Dapper Don" néven volt ismert, híres volt kézzel szabott öltönyeiről és selyemnyakkendőiről. Kollégáival ellentétben kevés erőfeszítést tett maffiakapcsolatainak elrejtésére, és nagyon szívesen adott érdekes hangvételű nyilatkozatokat a médiának. A queensi Howard Beachen lévő otthonát gyakran láthatták a televízióban. Szeretett nyilvános helyeken sétálva megbeszéléseket tartani csapatának tagjaival, hogy a bűnüldöző szervek ügynökei ne tudják rögzíteni a beszélgetéseket. Gotti egyik Howard Beach-i szomszédja Joseph Massino, a Bonanno bűnözőklán alfőnöke volt. Gottit és Massinót régi barátság fűzte össze az 1970-es évek óta, amikor New York két legügyesebb teherautó-eltérítőjeként ismerték őket.
A többi klán maffiafőnökei feldühödtek a Castellano meggyilkolásán, és helytelenítették Gotti nagy feltűnést keltő stílusát. Gotti legerősebb ellensége a Genovese klán főnöke, Vincent "Chin" Gigante, Castellano egykori szövetségese volt. Gigante összeesküdött Anthony "Tony Ducks" Corallóval, a Lucchese klán főnökével, hogy megöletik Gottit. Corallo a megbízást klánja két vezető tagjának, Vittorio "Vic" Amusónak és Anthony "Gaspipe" Cassónak adta.
Gotti újonnan szerzett hírnevének legalább egy pozitív hatása volt: amikor kiderült támadója foglalkozása, és a Gambinók megfélemlítéséről szóló jelentések közepette Romual Piecyk úgy döntött, hogy nem tanúskodik Gotti ellen, köszönhetően Boško "The Yugo" Radonjićnak, a manhattani Hell's Kitchenben működő Westies vezetőjének. Amikor 1986 márciusában megkezdődött a tárgyalás, Piecyk azt vallotta, hogy nem emlékszik, ki támadta meg. Az ügyet azonnal ejtették, a New York Post pedig "I Forgotti!" főcímmel foglalta össze az eljárást. Később kiderült, hogy a Gambino gengszterek elvágták Piecyk fékvezetékeit, fenyegető telefonhívásokat kezdeményeztek és a tárgyalás előtt zaklatták őt.
1986. április 13-án DeCicco meghalt, amikor autóját felrobbantották, miután meglátogatta a Castellano lojalista James Failla-t. A robbantást a Lucchese klánból Victor Amuso és Anthony Casso hajtotta végre, Gigante és a Lucchese főnök, Anthony Corallo parancsára, hogy utódainak megölésével bosszút álljanak Castellano és Bilotti haláláért. Gotti is úgy tervezte, hogy aznap meglátogatja Failát, de lemondta a látogatást, és a bomba azután robbant fel, hogy egy katonát, aki DeCiccóval utazott, összetévesztettek Gottival. A bombákat a maffia már régóta tiltotta, mert attól tartottak, hogy ártatlan emberek is áldozatul eshetnek egy ilyesfajta támadásnak, ami miatt a Gambinók kezdetben a "zipeket" – az Egyesült Államokban dolgozó szicíliai maffiózókat – gyanították a háttérben, ugyanis a zipek közkedvelt eszközei voltak a bombák.
A robbantást követően Eugene Nickerson bíró, aki Gotti zsarolással kapcsolatos perének elnöke volt, átütemezte a tárgyalást, hogy elkerülje az esküdtszéket, amelyet a nyilvánosság miatt befolyásoltak, Giacalone pedig visszavonta Gotti óvadékát, mivel a Piecyk-ügyben tanúk megfélemlítésére utaló bizonyítékok álltak rendelkezésére. A börtönből Gotti elrendelte Robert DiBernardo meggyilkolását Gravano által; mind DiBernardo, mind Ruggiero versengett DeCicco utódlásáért, amíg Ruggiero meg nem vádolta DiBernardót azzal, hogy megkérdőjelezi Gotti vezetői pozícióját. Amikor a szintén vád alá helyezett Ruggiero óvadékát visszavonták az előzetes meghallgatásokon tanúsított durva viselkedése miatt, a csalódott Gotti inkább Armone-t léptette elő alfőnökké.
Az esküdtek kiválasztása a zsarolási ügyben 1986 augusztusában újra megkezdődött, és Gotti Willie Boy Johnson (aki annak ellenére, hogy informátorként lelepleződött, nem volt hajlandó tanúvallomást tenni), Leonard DiMaria, Tony Rampino, Nicholas Corozzo és John Carneglia mellett állt bíróság elé. Ekkor a Gambinóknak sikerült kompromisszumot kötniük az ügyben, amikor George Pape eltitkolta Radonjićhoz fűződő barátságát, és 11. számú esküdtként került be. Radonjićon keresztül Pape kapcsolatba lépett Gravanóval, és beleegyezett, hogy 60 000 dollárért eladja az esküdtszéki szavazatát.
A szeptember 25-i tárgyalás nyitóbeszédeiben Gotti védőügyvédje, Bruce Cutler tagadta a Gambino klán létezését, és a kormány egész törekvését személyes bosszúnak állította be. Fő védelmi stratégiája a vád során az volt, hogy Diane Giacalone ügyésznő tanúinak szavahihetőségét támadta azzal, hogy tanúvá válásuk előtt elkövetett bűncselekményeikről beszélt. Gotti védelme során Cutler beidézte a bankrabló Matthew Traynort, a megbízhatatlanság miatt ejtett vád tanújelöltet, aki azt vallotta, hogy Giacalone ügyésznő kábítószert és a bugyiját ajánlotta fel neki maszturbációs segédeszközként a vallomásáért cserébe. Traynor állításait Nickerson bíró a tárgyalás után "teljesen hihetetlennek" minősítette, és később hamis tanúzásért elítélték.
Cutler védekezése és az ügyészség teljesítményével kapcsolatos kritikák ellenére, Jerry Capeci és Gene Mustain maffiaügyi írók szerint, amikor az esküdtek tanácskozása megkezdődött, a többség Gotti elítélése mellett foglalt állást. Pape helytelen viselkedése miatt azonban Gotti már a tárgyalás kezdetétől fogva tudta, hogy nem járhat rosszabbul, mint egy érvénytelen esküdtszék. A tanácskozás során Pape addig kitartott a felmentés mellett, amíg az esküdtszék többi tagja nem kezdett attól félni, hogy saját biztonsága kerül veszélybe. 1987. március 13-án felmentették Gottit és társait minden vádpont alól. Pape-t öt évvel később vád alá helyezték az igazságszolgáltatás akadályozásában való részvétele miatt, és három év börtönre ítélték.
A korábbi maffiavádak, különösen a Maffia Bizottsági per sikere miatt Gotti felmentése nagy felháborodást okozott, ami tovább növelte a hírnevét. Az amerikai média "Teflon Don"-nak nevezte Gottit, utalva arra, hogy semmilyen vád nem "ragadt meg" rajta.

#### 1992-es ítélet
1990. december 11-én az FBI ügynökei és a New York-i rendőrség nyomozói rajtaütöttek a Ravenite Social Clubon, és letartóztatták Gravanót, Gottit és Locasciót. Gravano bűnösnek vallotta magát a zsarolással kapcsolatos pótvádakban, Gottit pedig öt gyilkossággal (Castellano, Bilotti, DiBernardo, Liborio Milito és Louis Dibono), továbbá Gaetano Vastola meggyilkolására irányuló összeesküvéssel, uzsora-bűncselekménnyel, illegális szerencsejátékkal, az igazságszolgáltatás akadályozásával, vesztegetéssel és adócsalással vádolták. Az FBI lehallgatóinak az előzetes meghallgatásokon lejátszott felvételei alapján a Gambino vezetés nem tette le az óvadékot. Ugyanakkor Bruce Cutler és Gerald Shargel ügyvédeket kizárták a Gotti és Gravano védelméből, miután az ügyészek sikeresen azt állították, hogy "a bizonyítékok részei", és így tanúként beidézhetők. Az ügyészek azzal érveltek, hogy Cutler és Shargel nem csak tudtak a lehetséges bűncselekményekről, de "házi ügyvédként" dolgoztak a klánnak. Gotti ezt követően Albert Kriegert, egy miami ügyvédet, aki Joseph Bonanno mellett dolgozott, alkalmazta Cutler helyettesítésére.
A felvételek ellentétet szültek Gotti és Gravano között is: a Gambino főnök túl kapzsinak tartotta újonnan kinevezett alvezérét, és megpróbálta Gravanóra kenni a DiBernardo, Milito és Dibono meggyilkolásának főszerepét. Gotti békülési kísérlete kudarcot vallott, ugyanis Gravano kiábrándult a maffiából, és kételkedett abban, hogy korábbi ügyvédje, Shargel nélkül megnyerheti az ügyét. 1991. november 13-án Gravano végül úgy döntött, tanúskodik a hatóságoknak, és hivatalosan beleegyezett a vallomástételbe. Ekkor ő volt a New York-i bűnözőklán legmagasabb rangú tagja, aki besúgóvá vált.
Gotti és Locascio ügyét a New York keleti kerületének amerikai kerületi bíróságán tárgyalták I. Leo Glasser kerületi bíró előtt. Az esküdtszék kiválasztása 1992 januárjában kezdődött névtelen esküdtek bevonásával, és – első alkalommal egy brooklyni szövetségi ügyben – a tárgyalás alatt teljesen elkülönített esküdtszékkel, mivel Gotti az esküdtszék befolyásolásáról volt híres. A tárgyalás február 12-én a vád nyitóbeszédeivel kezdődött. Andrew Maloney és John Gleeson ügyészek azzal kezdték a tárgyalást, hogy lejátszották azokat a felvételeket, amelyeken Gotti a Gambino klán üzleti ügyeiről beszélget, beleértve az általa jóváhagyott gyilkosságokat, és megerősítették a Gotti és Castellano közötti ellenségeskedést, hogy megállapítsák a Gotti főnöke ellen elkövetett gyilkosság indítékát.
Miután behívták a Sparks-merénylet egyik szemtanúját, aki Carnegliát azonosította, mint a Bilottira lövést leadó egyik férfit, március 2-án tanúvallomást tettek Gravano ellen. A tanúk padján Gravano megerősítette Gotti helyét a Gambino bűnszervezet struktúrájában, és részletesen leírta a Castellano meggyilkolására irányuló összeesküvést, részletes leírást adott a merényletről és annak következményeiről. Gravano közel húsz gyilkosságot vallott be, ezek közül négyben Gottit gyanúsította. Krieger és Locascio ügyvédje, Anthony Cardinale képtelennek bizonyult, hogy megingassa Gravanót a keresztkérdések során. További vallomások és felvételek után a kormány március 24-én befejezte az ügy tárgyalását. Más kirohanásai mellett Gotti narkósnak nevezte Gravanót, miközben az ügyvédei a múltbeli szteroidhasználatáról próbáltak beszélni.
1992. június 23-án Glasser bíró Gottit és Locasciót a feltételes szabadlábra helyezés lehetősége nélküli életfogytiglani börtönbüntetésre és 250 000 dolláros pénzbüntetésre ítélte. Gotti 1992. december 14-én jelentkezett a szövetségi hatóságoknál, hogy letöltse börtönbüntetését. 1994. szeptember 26-án egy szövetségi bíró Gravanót öt év börtönbüntetésre ítélte. Mivel azonban már négy évet letöltött, a büntetés kevesebb mint egy évet jelentett számára.
Gotti továbbra is a börtönből irányította a klánt, míg a mindennapi működését John "Jackie Nose" D'Amico és Nicholas "Little Nick" Corozzo helyi vezérek vették át. Utóbbinak kellett volna átvennie a megbízott főnöki feladatokat, de őt magát nyolc év börtönre ítélték zsarolás vádjával. Gotti fia, John "Junior" Gotti vette át a főnök szerepét, de 1999-ben bűnösnek vallotta magát zsarolásban, és 77 hónap börtönbüntetésre ítélték.

### Peter Gotti
Amikor John Gotti 2002. június 10-én meghalt a börtönben, a bátyja, Peter Gotti vette át a főnöki teendőket. A szervezet vagyona figyelemre méltó mértékben megcsappant, figyelembe véve a néhány évtizeddel ezelőtti hatalmukat, amikor Amerika legerősebb bűnszervezetének számítottak. Peter Gotti 2003-ban szintén börtönbe került, és a vezetést állítólag az adminisztráció tagjai, Nicholas Corozzo, Jackie D'Amico és Joseph Corozzo vették át. Peter Gotti a börtönben töltött ideje alatt is hivatalos főnök maradt.
Gotti riválisai azonban visszaszerezték az ellenőrzést a klán felett, főként azért, mert Gotti többi hű embere vagy börtönbe került, vagy vád alá helyezték őket. Michael "Mikey Scars" DiLeonardo, a klán fehérgalléros műveleteinek korábbi vezetője és az egyik utolsó Gotti-támogató, a fokozott bűnüldözés és a zsarolási perében mutatkozó hiteles bizonyítékok miatt inkább a kormány tanúja lett. Úgy döntött, hogy az öt család összes maffiózója ellen tanúskodik. DiLeonardo azonban többek között csak Peter Gotti és Anthony "Sonny" Ciccone ellen tett vallást 2003 és 2005 között, majd eltűnt a tanúvédelmi programban.
2005-ben Nicholas "Little Nick" Corozzo és régi beosztottja, Leonard "Lenny" DiMaria szabadult a börtönből, miután tíz évet ültek New Yorkban és Floridában zsarolás és uzsorakölcsönökkel kapcsolatos vádak miatt. Ugyanebben az évben az amerikai bűnüldöző szervek Corozzót ismerték el a Gambino bűnözőklán főnökeként, testvérével, Joseph Corozzóval együtt mint a klán tanácsadójával, Arnold "Zeke" Squitierivel mint megbízott alvezérrel, Jackie D'Amicóval pedig mint a Corozzo testvérekkel együtt nagyra becsült taggal.
2008. február 7-én, csütörtökön egy szövetségi esküdtszék vádiratot bocsátott ki, amely a klán ötvennégy tagjának és bűntársainak letartóztatásához vezetett New York városában, annak környékén, New Jerseyben és Long Islanden. Ez a vádirat egy négyéves FBI-nyomozás csúcspontja volt, amelyet Old Bridge művelet néven ismertek. Ebben hatvankét embert vádoltak meg gyilkossággal, összeesküvéssel, kábítószer-kereskedelemmel, rablásokkal, zsarolással és más bűncselekményekkel. Az FBI Joseph Vollaro informátort használta fel az ügyben tanúként.
Az Old Bridge művelet szétzúzta a Gambinók és a szicíliai maffia közötti növekvő szövetséget, amely egyre jobban be akart kapcsolódni a kábítószer-kereskedelembe. Az amerikai razziák során letartóztatottak között volt Frank Cali, a klán későbbi főnöke. Állítólag ő volt az Inzerillo bűnözőklán "nagykövete" az Egyesült Államokban. A letartóztatottak többsége végül bűnösnek vallotta magát, így kevesebb mint három év börtönbüntetést kaptak.

#### Domenico Cefalù és Frank Cali
Amikor a szövetségi és New York állambeli hatóságok 2008 elején a klán teljes hierarchiáját letartóztatták, az utcai főnökökből álló háromtagú testület, Daniel "Danny" Marino, John Gambino és Bartolomeo Vernace vette át az irányítását, amíg a vezetőség tagjai börtönben voltak. 2011 júliusában jelentették, hogy Domenico Cefalùt előléptették a bűnözőklán megbízott főnökévé, véget vetve ezzel a Gotti-rezsimnek. 2011-ben Cefalù uralma alatt a szicíliai csoport, ismertebb nevén a "Zipek" szerezték meg az irányítást a klán felett. Jerry Capeci bűnügyi riporter arról számolt be, hogy Cefalù 2015-ben lemondott, és alvezére, Frank Cali vette át a teljes irányítást. Egy héttel később azonban Capeci helyesbítést adott ki, amelyben arról számolt be, hogy Cefalù maradt a megbízott főnök. A klánban százötven és kétszáz közötti tagot, valamint több mint ezer társult tagot tartottak számon.
A szervezet továbbra is számos bűncselekményben tevékenykedett, többek között szerencsejátékban, uzsorakölcsönökben, zsarolásban, munkaügyi zsarolásban, csalásban, pénzmosásban és kábítószer-kereskedelemben. A Gambino klán 2012-ben még mindig rendelkezett némi befolyással a brooklyni és Staten Island-i mólókon a beszivárgott szakszervezeteken keresztül. 2008 és 2014 közötti vádemelések azt mutatták, hogy a klán még mindig aktív volt New York városában. 2009 folyamán a szervezet számos fontos tagja szabadult a börtönből. 2009. november 18-án a New York-i rendőrség az "Operation Pure Luck" nevű akció keretében letartóztatta a Luchese és a Gambino bűnözői klán huszonkét tagját és bűntársát. A razzia az uzsorakölcsönökkel és a Staten Island-i sportfogadással kapcsolatos ügyek eredménye volt. Továbbá New York-i bírósági tisztviselők és a köztisztasági hivatal tisztviselőinek megvesztegetésével is vádolták őket.
2014-ben az FBI és az olasz rendőrség letartóztatta a ’Ndrangheta maffia tizenhét tagját és bűntársaikat, konkrétan az Ursino-klánt, valamint a Gambino- és Bonanno klánok hét tagját és bűntársát. A letartóztatottakat azzal vádolták az ügyészek és a bűnüldöző szervek, hogy transzatlanti droghálózatot szerveztek, amelynek célja 500 kg tiszta kokain szállítása volt a dél-amerikai Guyanából a calabriai Gioia Tauro kikötőjébe. Loretta Lynch amerikai ügyész a bűnbanda egyik tagját, Franco Lupoi-t emelte ki az akció egyik kulcsembereként, azzal vádolva őt, hogy összejátszott a hálózat létrehozásában az apósával, Nicola Antonio Simonettával, az Ursino-klán egyik tagjával.
2017. december 12-én a klán öt nem beavatott tagját, Thomas Anzaone-t, Alessandro "Sandro" Dameliót, Joseph Dursót, Anthony Rodolicót, Anthony Saladinót és a 74 éves John "Johnny Boy" Ambrosio kapitányt letartóztatták és azzal vádolták, hogy 2014 januárja és 2017 decembere között illegális birodalmat működtettek, zsarolás, zsarolás, kábítószer-kereskedelem, uzsoráskodás és illegális szerencsejáték vádjával. A Bonanno bűnözőklán katonáját, Frank "Frankie Boy" Salernót szintén letartóztatták, és azzal vádolták, hogy összejátszott a Gambino bűnözőklánnal.
Anzaone, Damelio és Durso, valamint Saladino Bonanno katona a hírek szerint nagy mennyiségben értékesítettek kokaint, marihuánát és Xanaxot. Az ügyészek szerint Salerno és Saladino kilogrammokban szerezte be a kábítószert, majd eladta azt a többieknek, hogy terjesszék, mindketten legalább tíz év börtönnel néznek szembe. Egy beépített ügynök azt állította, hogy 1250 dollárt fizetett alig harminc gramm kokainért, és 2016 februárja és júniusa között tizenkét különböző eladás során közel egy kilogrammot is vásárolt. Ambrosio állítólag egy igen jövedelmező uzsorakamat- és illegális szerencsejáték-művelet vezetője volt, amely engedély nélküli szerencsejáték-szalonokat, elektronikus játékgépeket és internetes sportfogadást is magában foglalt. Az ügyészek szerint ő és Rodolico megpróbálták akadályozni a bűncselekményeikkel kapcsolatos szövetségi esküdtszéki eljárást azáltal, hogy megfélemlítettek egy sértettet, hogy hazudjon a bűnüldöző hatóságoknak.
Frank Cali-t 2019. március 13-án lelőtte egy magányos merénylő a Staten Island-i otthona előtt. Cali meggyilkolása volt az első főnökgyilkosság Paul Castellano 1985-ös meggyilkolása óta. Három nappal később a 24 éves Anthony Comellót letartóztatták és megvádolták a gyilkossággal. A hatóságok szerint a bűncselekmény inkább egy személyes vitához kapcsolódott, mintsem szervezett bűnözői leszámoláshoz.

#### Jelenlegi helyzet és vezetés (2021-ben)
Cali halála után a hírek szerint Lorenzo Mannino lett a Gambino új vezetője.
2019 júliusában a 47 éves Thomas Gambino (akit az FBI a Gambino klán meghatározó tagjának tekint) egyike volt annak a 15 feltételezett Inzerillo bűnözőklán tagjának, akiket összehangolt szicíliai és egyesült államokbeli razziák során tartóztattak le. Az olasz rendőrség szerint Gambinót egy évvel korábban videóra vették, amint az Inzerillo-klán rangidős tagjaival találkozott egy motorcsónakon Palermo partjainál, és állítólag a korábban Frank Cali tulajdonában lévő ingatlanok eladásáról tárgyaltak. A razzia során Rosario Gambinót is letartóztatták.
2019. december 5-én a klán egyik helyi vezérét, Andrew Campost és kilenc másik gengsztert tartóztattak le egy szövetségi maffia-rajtaütés során Bronxban és Westchester megyében, a vádak szerint zsarolás céljából elkövetett erőszakos fenyegetések miatt.
December 6-án John Simonlacaj, Mark "Chippy" Kocaj unokatestvére és a HFZ Capital Group egyik ügyvezető igazgatója ellen vádat emeltek a brooklyni szövetségi bíróságon távközlési csalásra való összeesküvés és adócsalás vádjával. Az ügyészek azt állították, hogy a Kocaj, Campos és Vincent Fiore által működtetett CWC Contracting kenőpénzt fizetett számos építőipari vállalat és ingatlanfejlesztő, köztük a HFZ Capital alkalmazottainak.

## A vezetőség története

### Főnök (hivatalos és megbízott)
- 1900-as évek-1910 – Ignazio " the Wolf" Lupo – 1910-ben bebörtönözték.[138]
- 1910-1928 – Salvatore "Toto" D'Aquila – 1916-ban átvette a brooklyni Camorrát, majd egyesült Al Mineo bandájával, és így a legnagyobb klánt alkották New Yorkban. Joe Masseria főnök parancsára 1928-ban megölték.[142]
- 1928-1930 – Manfredi "Alfred" Mineo – 1930-ban meghalt a castellammaresei háborúban.
- 1930-1931 – Frank Scalice – lefokozták, miután meggyilkolták a főnökök főnökét, Salvatore Maranzanót.
- 1931-1951 – Vincent Mangano – 1951 áprilisában eltűnt, állítólag Albert Anastasia alvezér parancsára ölték meg.
- 1951-1957 – Albert Anastasia – 1957 októberében meggyilkolták Carlo Gambino parancsára.
- 1957-1976 – Carlo Gambino – természetes halállal halt meg 1976-ban. 
  - Megbízott 1964-1976 – Paul Castellano – Gambino megbízott főnöke, halála után hivatalos főnök lett.
- 1976-1985 – Paul Castellano – 1985 decemberében meggyilkolták John Gotti parancsára.
- 1985-2002 – John Gotti – 1990-ben bebörtönözték, 2002-ben meghalt.
  - Megbízott 1993-1999 – John A. Gotti – 1999-ben bebörtönözték, később visszavonult.
  - Megbízott 1999-2002 – Peter Gotti – hivatalos főnökké léptették elő.
- 2002-2011 – Peter Gotti – 2002-ben bebörtönözték, 2021-ben meghalt.
  - Megbízott 2002-2005 – Arnold Squitieri.[143]
  - Megbízott 2005-2008 – John D'Amico[144]
- 2011-től napjainkig – Domenico "Italian Dom" Cefalù
  - Megbízott 2015-2019 – Frank Cali – 2019 márciusában meggyilkolták.[145]
  - Megbízott 2019-napjainkig – Lorenzo Mannino[130]

### Bizottság
Gotti 1990-es bebörtönzése óta több helyi vezér bizottság váltotta fel időszakosan az alfőnöki és tanácsadói pozíciókat, lehetővé téve a bebörtönzött főnök számára a klán irányítását. 
- 1986 – Angelo Ruggiero (meghalt 1989-ben), Joseph Armone (meghalt 1992-ben), Salvatore Gravano (1987-ig, amikor tanácsadó lett), Frank Locascio (1990-ig, amikor tanácsadó lett).[146]
- 1990-1991 – John A Gotti, James Failla, John D'Amico, Louis Vallario, Peter Gotti.[147]
- 1991-1993 – John A Gotti, James Failla, John D'Amico, Joseph Arcuri, Peter Gotti.[148]
- 1993-1996 – John A. Gotti, Nicholas Corozzo, John D'Amico, Joseph Arcuri, Peter Gotti.
- 1996-1999 – John A. Gotti, Stephen Grammauta, John D'Amico, Joseph Arcuri, Peter Gotti
- 2008-2010 – Daniel Marino (börtönben), Bartolomeo Vernace (börtönben) és John Gambino.[149]
- 2013-2016 – John Gambino (meghalt 2016-ban), Anthony Gurino, Joseph Juliano[150]
- 2016-2019 – Anthony Gurino (meghalt 2019-ben), Joseph Juliano

### Alfőnök (hivatalos és megbízott)
- 1928-1930 – Stefano Ferrigno – 1930-ban meghalt.
- 1930-1951 – Albert Anastasia – 1951-ben lett hivatalos főnök.
- 1951-1957 – Salvatore Chiri.[150][151][152]
  - Megbízott 1953-1957 – Frank Scalise – 1957-ben meggyilkolták.[151][153]
  - Megbízott 1957 – Antonino "Nino" Conte.
- 1957-1965 – Joseph Biondo – 1965-ben Gambino eltávolította.[151]
- 1965-1985 – Aniello Dellacroce – természetes halállal halt meg 1985-ben.[146]
  - Megbízott 1974-1976 – James Failla – a börtönből való szabadulása után Dellacroce váltotta fel.
- 1985 – Thomas Bilotti – 1985-ben John Gotti parancsára 11 nap után meggyilkolták.[146]
- 1985-1986 – Frank DeCicco – 1986-ban a Lucchese klán bérgyilkosai gyilkolták meg.[146]
- 1986-1990 – Joseph Armone – 1987-ben 15 év börtönbüntetésre ítélték, majd tanácsadó lett.[146]
  - Megbízott 1988-1990 – Frank Locascio – később megbízott tanácsadó.[146]
- 1990-1991 – Salvatore Gravano – 1991-ben kormánytanú lett.[146]
- 1999-2012 – Arnold Squitieri – 2005-ben letartóztatták, 2012-ben szabadult.[154]
  - Megbízott 1999-2002 – Stephen Grammauta – nyugdíjazták.[155]
  - Megbízott 2002-2005 – Anthony Megale – 2005-ben letartóztatták.[156]
  - Megbízott 2005-2011 – Domenico Cefalù – főnök lett.[154]
- 2012-2015 – Frank Cali – megbízott főnök lett.
- 2015-2017 – Giovanni "John" Gambino – 2017. november 16-án természetes halállal hunyt el.
- 2018-2019 – Lorenzo Mannino

### Tanácsadó (hivatalos és megbízott)
- 1931-1957 – Joseph Biondo
- 1957 – Carlo Gambino – főnök lett.[157]
- 1957-1975 – Joseph Riccobono – 1967-ben vonult vissza, 1975-ben elhunyt.[151]
  - Megbízott 1967-1975 – Joseph N. Gallo – hivatalos tanácsadó lett.
- 1975-1987 – Joseph N. Gallo – 1987-ben visszavonult, 1988-ban börtönbe került, 1995-ben elhunyt.[158]
- 1987-1990 – Salvatore Gravano – alvezér lett.[146]
- 1990-1992 – Joseph Armone – volt alfőnök, 1992-ben meghalt a börtönben.[146]
  - Megbízott 1990-1992 – Frank Locascio – 1992-ben elítélték.[146]
- 1992-2011 – Joseph Corozzo – 2008-ban bebörtönözték, 2016. január 5-én szabadult.[159]
- 2011-2017 – Bartolomeo "Bobby Glasses" Vernace – 2011-ben letartóztatták, 2014-ben elítélték, 2017-ben meghalt a börtönben.[113]
  - Megbízott 2013-2018 – Lorenzo Mannino – alvezér lett.
  - Megbízott 2018-2019 – Michael "Mickey Boy" Paradiso – hivatalos tanácsadó lett.
- 2019-jelenlegi – Michael "Mickey Boy" Paradiso

## Adminisztráció
Főnök – Domenico "Italian Dom" Cefalù – az évek óta tartó pletykák és találgatások ellenére Cefalù 2011 óta hivatalos főnökként folytatja uralkodását. Palermóban született 1947-ben. A kábítószer-kereskedelem útján került a szakmába. Cefalùról szándékosan "visszafogott" jelenléte miatt nem sokat tudni, kivéve az 1982-es heroincsempészetért kiszabott ítéletét ami miatt 6 évet ült. John Gotti 1991-ben avatta be. 1992-ben és 1993-ban megtagadta a tanúvallomást Pasquale Conte ellen, ezért 18 hónapos börtönbüntetést kapott, ebből 1994 februárjában szabadult. 1995 vagy 1996 körül 33 hónapra ítélték a bíróság megsértésért. A 2000-es évek közepén Jackie D'Amico előléptette Cefalùt megbízott alfőnökké, egészen 2011-es főnöki utódlásáig.
Megbízott főnök – Lorenzo Mannino – gyaníthatóan a legfelsőbb vezetés tagja, legalábbis Brooklynban egykori tekintélyes és befolyásos helyi vezérként tartották számon. Manninót Sammy Gravano gyanúba keverte Francesco Oliveri 1988-as meggyilkolásában. Korábban a szicíliai csoporthoz tartozott, és John Gambinóval is ismeretségben állt. 1994-ben 15 évre és 25 000 dolláros pénzbüntetésre ítélték kábítószer-kereskedelem és zsarolás miatt.
Alfőnök – Ismeretlen/üres
Tanácsadó – Michael "Mickey Boy" Paradiso – a hírek szerint 2019-ben léptették elő. Az 1960-as évek óta folyamatosan aktívan tevékenykedik. Az 1970-es években egyszer megtámadta John Gottit, de az 1980-as évek közepén Gotti kinevezte kapitánynak. Paradisót azzal gyanúsították, hogy felbérelte Jimmy Hydellt és két másik társát a Lucchese klán alvezére, Anthony Casso 1985. szeptemberi sikertelen meggyilkolásában. 1986-ra letöltötte az ötszáz zsák kolumbiai kávét tartalmazó két pótkocsis teherautó eltérítéséért kiszabott büntetését, és 500 000 dollár óvadék ellenében szabadult. Később elítélték egy jelentős heroinforgalmazó hálózat működtetéséért a Lewisburgi Büntetés-végrehajtási Intézetben. Állítólag Gotti 1987 vége körül Casso megtorlásaként szerződést adott ki a meggyilkolására. 1989-ben felmentették a gyilkosság vádja alól, miután saját testvére megvádolta őt egy 1978. januári gyilkosság elkövetésével, kilenc másik mellett. 1998-ban feltételesen szabadlábra helyezték, 1999-ben visszatért a börtönbe feltételes szabadlábra helyezésének megsértése miatt, majd 2000-ben szabadult. Paradisót 2011-ben ismeretlen okból szabadlábra helyezték. 2016-ban a Gambino, Bonanno és Genovese bűnözőklánok 21 másik tagjával és segédjével együtt vádat emeltek ellene egy illegális szerencsejáték és 15 millió dolláros marihuána és oxikodon drogüzlet részeként, amely Kaliforniától New Yorkig terjedt.

## Helyi vezérek
Az 1980-as és 90-es években a Gambino bűnözői klánnak huszonnégy aktív csapata működött New York városában, New Jerseyben, Long Islanden, Dél-Floridában és Connecticutban. 2000-re a klánnak körülbelül húsz csapata volt. Egy 2004-es New Jersey-i szervezett bűnözésről szóló jelentés szerint azonban már csak tíz aktív csapata volt.
Brooklyn-i csoport
- Dominick "Big D" Cefalù – Domenico Cefalù főnök első unokatestvére.
- Joseph "Sonny" Juliano – Egy brooklyni banda helyi vezére, amely illegális szerencsejátékot, uzsorakölcsönöket, csalást és távközlési csalást folytat. Juliano korábban 30 New York-i helyszínen több millió dolláros illegális szerencsejáték hálózatot irányított.[164][165]
- Nicholas "Little Nick" Corozzo – Testvére Joseph Corozzo, nagybátyja Joseph Jr. Csaknem négy hónapig szökésben volt, és 13 évig volt börtönben. A börtönből 2020 márciusában szabadult.[166][167]
- John Rizzo – 2012-ben meghívták Joseph Virzi Gambino maffiózó esküvőjére, de a hatóságok nyomására el kellett távolítani, mivel ismert bűnöző.[168]

Staten Island-i csoport
- Frank Camuso – egy Staten Island-i legénység helyi vezére.[169]
- Carmine Sciandra – három "Top Tomato" zöldség- és gyümölcspiac társtulajdonosa. Sciandrát 2005 decemberében egy nyugdíjas rendőr lelőtte és megsebesítette, miközben a Staten Island-i piacán dolgozott. 2010. március 25-én Sciandra bűnösnek vallotta magát egy nagyszabású sportfogadási és uzsorakamat-művelet működtetése miatt elkövetett korrupció és nagy értékű lopás vádjában, és másfél évtől négy és fél évig terjedő börtönbüntetésre ítélték, amiből 2012. január 5-én szabadult.[170]

Queens-i csoport
- Thomas "Tommy Sneakers" Cacciopoli – Queensben, New Jerseyben és Westchesterben működő banda helyi vezére.[171][172] Cacciopoli, aki John A. Gotti legfőbb hadnagya volt megbízott főnöksége idején. 2005. március 9-én vádat emeltek ellene zsarolás miatt, majd 2008. február 8-án ismét vádat emeltek ellene a Staten Island-i NASCAR-pálya helyszínén működő kamionos cégek zsarolásában való részvétele miatt.[173][174] 2011. április 4-én szabadult a börtönből.[175]
- Thomas "Monk" Sassano – A 2011-es bebörtönzése előtt az Alphonse Trucchio által vezetett queens-i csapat helyi vezére, Sassano a 2000-es években Salvatore Scala helyi vezérrel együtt részt vett egy zsarolási tervben. Ők ketten egy manhattani sztriptízbárt zsaroltak ki a tulajdonosától, és azt a klán társult tagjai számára kiképzőhelyeként használták.[176]

Manhattan-i csoport
- Salvatore "Mr. Sal" Franco – A klán korábbi kapitányának, Joe Arcurinak az unokaöccse. Egykori szakszervezeti elnök és egyben Joseph Franco testvére, aki egy éttermet vezet, amely Rudolph Valentino színész egykori queensi otthonában található.[177]
- Louis Mastrangelo – Mastrangelót, valamint Alphonse Trucchio volt helyi vezért és más klántagokat 2012-ben különböző bűncselekményekért, többek között összeesküvés, uzsoráskodás és illegális szerencsejáték miatt ítélték el.[178]

Bronx-i csoport
- Andrew "Andy Campo" Campos – 2019 decemberében Campos ellen Richard Martinóval, Vincent Fiore-ral és másokkal együtt vádat emeltek zsarolással kapcsolatos összeesküvés, megvesztegetés, csalás és az igazságszolgáltatás akadályozásának vádjával.[134] 2019-ben a vádiratban a hatóságok feltárták, hogy Campos számos látogatást tett a bebörtönzött Frank LoCasciónál.[134]

New Jersey-i csoport
- Louis "Bo" Filippelli – New Jersey-i maffiózó, aki a beszámolók szerint Alphonse Sisca "kiöregedése" miatt vezeti a Sisca-csapatot. Filippelli a korábbi alfőnök és megbízott főnök, Arnold Squitieri legfőbb bizalmasa volt, és a klán New Jersey-i műveleteinek "utcai főnökeként" szolgált. Őt 2006-ban Siscával együtt elítélték és börtönbe került.[179]
- Nicholas "Nicky Mita" Mitarotonda – Az egyik csapat helyi vezére Elizabethben, New Jersey-ben. 1996 augusztusában közel hét év börtönbüntetésre ítélték uzsoráskodásért, és 40.000 dollár pénzbüntetést kapott.[180] 1996-ban Mitarotondát elítélték egy ötmillió dolláros illegális szerencsejáték üzlet működtetéséért is, azonban a vádakat ejtették, mivel beleegyezett egy vádalku megállapodásba. 2002-ben szabadult.[181]

## Szicíliai csoport
A Gambino bűnözőklán szicíliai csoportja a Cherry Hill Gambinos néven ismert. Carlo Gambino főnök szövetséget kötött a Gambino és három szicíliai klán: az Inzerillos, a Spatolas és a Di Maggios között. Carlo Gambino rokonai Salvatore Inzerillo vezetésével irányították az Inzerillo klánt a szicíliai Palermo egyik negyedében, Passo di Raganóban. Salvatore Inzerillo koordinálta a Szicíliából az Egyesült Államokba irányuló fő heroincsempészetet, és unokatestvéreit, John, Giuseppe és Rosario Gambinót hozta az Egyesült Államokba, hogy felügyeljék a műveletet. A Gambino testvérek egy kávézót üzemeltettek a 18th Avenue-n Bensonhurstben, és a Cherry Hill Gambinos nevet a New Jersey állambeli Cherry Hillről vették fel. Az amerikai Gambino klán egyre nagyobb létszámban kezdett növekedni, egyre több szicíliai taggal.
A 2019 júliusában megjelent hírek szerint egy nemrégiben lefolytatott rendőrségi vizsgálat megerősítette a Palermo környéki Cosa Nostra és a New York-i Gambino bűnözőklán közötti szoros kapcsolatokat. A La Repubblica olasz napilap szerint: "Elindulnak, keresztül Passo di Rigano, Boccadifalco, Torretta utcáin, és mindeközben Brooklyn, Staten Island, New Jersey utcáin. Mert Szicíliából az USA-ba visszatért a régi maffia."

## Katonák
- Vincent "Little Vinny Dirtbag" Artuso – a floridai csapatot irányító egykori helyi vezér, Artusót 2008. október 3-án ítélték el zsarolásért, fiával, Johnnal együtt. Artuso 2016. július 28-án szabadult a szövetségi börtönből.[188]
- Salvatore "Tore" LoCascio – egy bronxi banda egykori helyi vezére és Frank "Frankie Loc" LoCascio fia. Richard Martinóval együtt Salvatore vezette be a Gambinókat az online pornográf műveletekbe, amelyek évente akár 350 millió dollárt is hoztak a klánnak. Salvatore-t 2003-ban elítélték és börtönbe zárták. A börtönből 2008. augusztus 1-jén szabadult.[189][190][191]
- Alphonse "Funzi" Sisca – volt helyi vezér, aki egy New Jersey-i csapatot működtetett. John Gotti szövetségese volt, valamint Angelo Ruggiero és Arnold Squitieri egykori drogkereskedő társa. Mielőtt 2006-ban elítélték, Sisca az elmúlt 30 évből 20-at börtönben töltött. 2010. szeptember 27-én szabadult a börtönből.[192]
- Leonard "Lenny" DiMaria volt helyi vezér, aki Floridában tevékenykedett. DiMaria John Gotti egyik legfőbb társa volt az uralkodása alatt.
- Anthony "Sonny" Ciccone – A Gambino bandájának katonája a brooklyni parton. Ciccone-t 2003-ban zsarolás vádjával elítélték.[193] 2013. április 24-én szabadult.[194]
- Blaise Corozzo – katona és a Corozzo testvérek egyike. Egytől három évig terjedő börtönbüntetését töltötte egy 2008-as illegális szerencsejáték-művelet miatt. Fiát, Nicholas Corozzót, akinek szintén köze van a szervezethez, 2004-ben tartóztatták le.[195] 2009-ben Blaise Corozzót kiengedték a börtönből.[196]
- Vincent "Vinny Butch" Corrao – egy manhattani banda egykori kapitánya. Vincent nagyapja, "Vinny the Shrimp", ugyanezt a bandát működtette, és átadta fiának, Joseph Corraónak. Joseph később továbbadta a bandát a fiának, Vincentnek.[197][198][199][200]
- Gene Gotti – A klán katonája. John, Peter, Richard és Vincent Gotti testvére.
- Richard G. Gotti – A bűnszervezet katonája, apja, Richard V. Gotti bandájának tagjaként szolgált. John, Peter, Gene és Vincent Gotti unokaöccse, valamint a korábbi megbízott főnök, John A. Gotti unokatestvére.
- Vincent Gotti – a klán katonája. Vincent a legfiatalabb a Gotti fivérek közül, és 2002-ben, bátyja, John halálának évében került a beavatott tagok közé. Vincent 2008-ban 8 év börtönbüntetést vállalt gyilkossági kísérletért, és 2015. február 22-én szabadult.
- Michael Murdocco – Carmine Sciandra csapatának katonája. Murdocco és veje, Frederick Grimaldi, a köztisztasági főnök-helyettes, liciteket manipuláltak, hogy egy New Jersey-i cégnek segítsenek elnyerni egy köztisztasági szerződést. A kenőpénzért cserébe Grimaldi állítólag 2009 májusában kiszivárogtatott pályázati információkat Murdoccónak. Jelenleg kettőtől hat évig terjedő állami börtönbüntetését tölti, miután 2010 márciusában bűnösnek vallotta magát vállalati korrupcióban, nagy értékű lopásban és kenőpénz elfogadásában.[201] 2012. július 7-én Murdocco feltételesen szabadlábra helyezték.[202]
- Louis "Louie Bracciole" Ricco – Gotti-korabeli bandakapitány Bronxban, Brooklynban és New Jerseyben. A bandának illegális szerencsejáték, uzsorakamat és zsarolási tevékenysége volt Bronxban.[203][204]
- Rosario Spatola – a Cherry Hill Gambinos tagja. Unokatestvére John Gambino, sógora pedig Salvatore Inzerillo volt.
- Louis Vallario – a klán jelenlegi katonája és befolyásos tagja az 1980-as években. John Gotti közeli és megbízható barátja volt. Gotti bebörtönzése miatt 2002-ig a klán más tagjaiból álló Ruling Panel tagjaként vezette a klánt. Vallario legutóbb 2013-ban szabadult.

### Börtönben lévő tagok
- Andrew Merola – A Mitarotonda csapat korábbi megbízott kapitánya. Merola kapcsolatban áll a Lucchese bűnözői klán Jersey csapatának vezetőjével, Martin Taccettával. Merola bandája illegális szerencsejátékot, uzsorakamatot, zsarolást és munkaügyi zsarolást folytat..[205][206] Bűnösnek vallotta magát zsarolási összeesküvésben, és 11 év börtönbüntetésre ítélték.[207] Kiszabadult: 2020. június 5-én.
- Joseph Sclafani – jelenlegi katona, aki korábban Staten Islanden tevékenykedett. Mielőtt 2013-ban elítélték kokain- és marihuána-kereskedelemért, azt tervezte, hogy feleségül veszi Ramona Rizzót, a Mob Wives sztárját. Rizzo szintén az elhunyt Bonanno bűnözőklán katonájának, Benjamin Ruggierónak az unokája. Sclafani a Bonanno klán társult tagjának, Costabile Farace-nak a barátja és társa volt a drogüzletben, és mellette volt akkor is, amikor 1989-ben meggyilkolták, miután maga is súlyosan megsebesült. Ő a nemrégiben elhunyt Gambino-kapitány, Augustus Sclafani fia.[208] 2019. augusztus 4-én szabadult.
- Michael Roccaforte – a csapat egyik felemelkedő sztárja. A jelentések szerint ő volt a klán egyetlen kapitányi rang alatti tagja, aki részt vett a 2010-es konferencián, amely a New York-i és a philadelphiai bűnszervezetek tagjaiból állt. Alphonse Trucchio kapitány, Ronnie Trucchio fia alatt szolgált. Roccaforte-t Anthony Moscatiellóval együtt ítélték el zsarolásért, kábítószer-kereskedelemért, szerencsejátékért, uzsorakölcsönökért és számos más bűncselekményért. Őt 2018. december 14-én szabadlábra helyezték.[209][210][211]
- Gennaro "Jerry" Bruno – jelenleg 21 éves börtönbüntetését tölti, amiért 2002-ben Queensben hátulról fejbe lőtte Martin Bosshart drogdílert egy marihuána-vita miatt; 2017 májusában ítélték el a bűncselekményért. Todd LaBarcát, a Gambinok egyik társát 2012-ben ítélték el a gyilkosságban játszott szerepe miatt, és 23 év börtönbüntetésre ítélték.[212] Eric Holder igazságügyi miniszter elutasította, hogy halálbüntetést kérjen Brunóra. A Gambino bűnözőklán hivatalos csapatában, az Ozone Park Boysban töltött be magas rangú pozíciót. Közeli szövetségese Joseph Corozzo tanácsadónak, és korábban az ő csoportja mellé állt a klánban.[213]
- Paul Semplice – katona 28 hónapos börtönbüntetést kapott uzsoráskodásért 2019 márciusában.[214]

### Társult tagok
- Joe " the German" Watts – magas rangú bűntárs, akit 2011-ben ítéltek el a John Gotti által megrendelt 1989-es gyilkossági összeesküvésben való részvétele miatt.[215] Jelenleg az FCI Cumberlandben van fogva, és a tervek szerint 2022 márciusában szabadul.[216]
- Steven Kaplan – A család egyik partnere, aki a Gold Club, egy sztriptízklub vezetője volt Atlantában, Georgiában. Nőket alkalmazott, hogy szexuális szolgáltatásokat nyújtsanak a klubjában.[217]
- Anthony Pandrella – A brooklyni származású társat, Pandrellát 2019. március 13-án tartóztatták le Vincent Zito, egy Gambino-közeli uzsorás kirablásáért és meggyilkolásáért, akit 2018. október 26-án öltek meg.[218]

## Egyéb területek
A Gambino klán elsősorban New York City területén tevékenykedik; fő bűncselekményeik az illegális szerencsejáték és a munkaügyi zsarolás. 
- New York – A szervezet New York mind az öt kerületében, valamint New York külvárosaiban is jelen van. Ezeken a területeken számos illegális szerencsejátékkal kapcsolatos érdekeltségeket és uzsorás csapatot tart fenn.
- New Jersey – A klánnak New Jersey északi részén, Bergen, Passaic és Essex megyékben is vannak érdekeltségei. New Jersey déli részén, South Trentonban és Atlantic Cityben is tevékenykedik.[219] 2004-ben arról számoltak be, hogy két Gambino-csapat is működött New Jerseyben.[220]
- Florida – A klán floridai csoportja Tampában és Dél-Florida Broward, Palm Beach és Dade megyéiben folytat bűncselekményeket.

### Bandák
- Cherry Hill Gambinos (Az élén: John Gambino)
- Howard Beach banda[221]
- The Ozone Park Boys
- Los Angeles banda

#### Megszűnt
- Baltimore banda

## Szövetségek más bűnözői csoportokkal

#### Gambino-Lucchese-Genovese
(1953-1985) Carlo Gambino, Tommy Lucchese és Vito Genovese között azzal a tervvel kezdődött, hogy Frank Costello és Albert Anastasia családfőnökök meggyilkolásával átveszik a Bizottság irányítását. Abban az időben Gambino volt Anastasia új alvezére, Vito Genovese pedig Costello alvezére. Első célpontjuk Costello volt 1957. május 2-án. Costello ugyan túlélte a merényletet, de azonnal úgy döntött, hogy Genovese javára visszavonul főnöki posztjáról. Második célpontjuk Anastasia volt 1957. október 25-én. A Gallo testvérek (a Colombo klánból) meggyilkolták Anastasiát egy manhattani borbélyüzletben, ezzel megnyitva a háborút Gambino előtt, aki az immár Gambino bűnözőklán új főnöke lett. Miután átvette a hatalmat, Gambino összeesküdött Lucchesével, hogy elsöprik korábbi szövetségesüket, Genovesét. 1959-ben Lucky Luciano, Costello és Meyer Lansky segítségével Genovese-t letartóztatták, és Gambino Lucchesével együtt átvette a Bizottság teljes irányítását. Gambino és Lucchese alatt a Bizottság kiszorította a Bonanno főnököt, Joseph Bonannót a hatalomból, ami belső háborút váltott ki a klánban. Az 1960-as években a Bizottság támogatta a Gallo testvéreket a Profaci klánfőnök Joe Profaci elleni lázadásukban. 1962-ben Gambino legidősebb fia, Thomas feleségül vette Lucchese lányát, megerősítve ezzel a Gambino és a Luchese család szövetségét. Lucchese hozzáférést biztosított Gambino számára az általa ellenőrzött New York-i repülőterek ügyleteihez, Gambino pedig szintén beengedte Lucchesét néhány ügyletébe. Lucchese 1967 júliusában bekövetkezett halála után Gambino a Bizottság feletti hatalmát arra használta fel, hogy Carmine Tramuntit nevezze ki a Lucchese család új vezetőjének. Gambino később folytatta a szövetséget Tramunti utódjával, Anthony Corallóval. Gambino halála után az új Gambino főnök, Paul Castellano folytatta a Luchese-szövetséget. 1985-ben az eredeti Gambino-Luchese szövetség felbomlott, amikor John Gotti megrendelte Castellano meggyilkolását, és a Bizottság jóváhagyása nélkül átvette a hatalmat a Gambino családban.

#### Gambino-Lucchese
(1999-től napjainkig) Steven Crea, a Luchese megbízott főnöke kezdeményezte 1999-ben. A két család az építőipari cégeket zsarolta, és több millió dollárt kerestek az ajánlatok manipulálásával. 2002 elején John Capra, a Luchese helyi vezér a Gambino megbízott főnökével, Arnold Squitierivel, Anthony Megale megbízott alvezérrel és Gregory DePalma bronxi megbízott helyi vezérrel dolgozott együtt. A csoport illegális szerencsejátékokban és zsarolási tevékenységekben vett részt a New York állambeli Westchester megyében. A tagokat 2005-ben letartóztatták, ami ahhoz a felfedezéshez vezetett, hogy a Gambino klán megbízott kapitánya, DePalma megengedte egy FBI-ügynöknek, Joaquín Garcíának (Ismertebb nevén Jack Falcone), hogy 2002 óta beépülve dolgozzon a bandájával. 2008 végén a Gambino klán megbízott helyi vezére, Andrew Merola a Luchese Jersey csoport megbízott főnökével, Martin Taccettával egy illegális szerencsejáték-csoportban működött együtt, szakszervezeteket zsarolt ki és autókereskedőket zsarolt meg. Merola ellen 2008-ban vádat emeltek, Taccetta pedig 2009-ben került vissza a börtönbe.

#### Gambino-Genovese
(1962-1972) Carlo Gambino és a Genovese család megbízott főnöke/frontfőnöke, Thomas Eboli között zajlott. A szövetség rövid életű volt, mert Eboli nem tudta vagy nem akarta visszafizetni a Gambinónak egy rosszul sikerült kábítószerüzletből származó pénzt. A szövetségnek az vetett véget, amikor Gambino 1972. július 16-án elrendelte Eboli meggyilkolását.

#### Gambino-Bonanno
(1991-2004) John Gottival és az új Bonanno főnökkel, Joseph Massinóval kezdődött. A Maffia Bizottság tagjaként Gotti segített Massinónak visszaszerezni az 1970-es évek elején elvesztett Bonanno bizottsági helyét. A Gambino klán befolyásolta a Bonanno klánt, hogy hagyjanak fel a kábítószer-kereskedelemmel, és térjenek vissza a hagyományosabb Cosa Nostra-bűncselekményekhez (uzsoráskodás, szerencsejáték, részvénycsalás stb.) Az 1990-es évek végére a Bonannók majdnem olyan erősek lettek, mint a Gambinók.

#### Gambino-Westies
(1970-1990-es évek) ez a szövetség a Genovese klán és a Westies, egy ír-amerikai utcai banda között Manhattan Hell's Kitchen nevű városrészén zajló háborúból eredt. A Genovese frontfőnöke, Anthony "Fat Tony" Salerno meg akarta szerezni a Westies-től az új Jacob Javits Kongresszusi Központ jövedelmező építkezései feletti ellenőrzést. Amikor a Westies ellenállt, Salerno elrendelte a bandavezérek meggyilkolását. Végül a Genovese klán felkérte a Gambinókat, hogy közvetítsenek békeszerződést a Westside bandával. E megállapodás részeként a Westies szövetségett kötött a Gambino katonával, Roy DeMeóval.

#### Gambino-Corleonesi
Ez a kapcsolat 2019 májusában derült ki, amikor a hírek szerint egy Cosa Nostra bennfentes elárulta, hogy a Gambino családból John Gotti egyik robbanóanyag-szakértőjét Szicíliába küldte, hogy a corleonei maffiaklánnal dolgozzon. Ez az illető állítólag segített megtervezni a capaci merényletet, amelyet Giovanni Brusca azért rendezett, hogy megölje Giovanni Falcone vizsgálóbírót, feleségét és kísérőcsapatát. Az egyik maffiaszakértőt meglepte, hogy a két csoport együttműködik, mivel az amerikai Cosa Nostra a corleoneiek riválisaival állt kapcsolatban. Egy másik szakértő szerint azonban érthető volt a közös erőfeszítés. „Lehet, hogy a Gambinók egy bizonyos ponton felismerték, hogy a corleonei klán győzött a rivális családok közötti háborúban Szicíliában… nincs semmi szokatlan a személyzet és az eszmék Atlanti-óceánon átívelő forgalmában… rokonszervezetek voltak” – véli John Dickie, a Londoni Egyetem Főiskolai Karának olasz tanulmányokkal foglalkozó professzora, a Mafia Köztársaság – Olaszország bűnügyi átka című könyv szerzője.

## Kormányzati informátorok és tanúk
- Alphonso " The Peacemaker" Attardi – a Gambino bűnözőklán első megerősített informátora. Attardi 1897-ben született Szicíliában, és feltehetően csatlakozott a szicíliai maffiához, mielőtt 1919-ben New Yorkba emigrált,[229] ahol szeszcsempész lett, és az 1920-as években csatlakozott a D'Aquila bandához – amelyből később a Gambino bűnözőklán alakult ki. Megjegyzik, hogy Attardi az 1930-as évektől az 1940-es évek végéig nagymértékben részt vett a kábítószer-kereskedelemben. 1947-ben már az FBN informátora volt, 1952-ben pedig már az amerikai maffiáról informált, nem sokkal később eltűnt. Azonban 1968-ban interjút adott Jack Anderson rovatvezetőnek. A forrásoktól függően 1970-ben vagy 1972-ben halt meg a New York állambeli Suffolk megyében.[230]
- Alfredo "Freddie the Sidge" Santantonio – 1953-ban avatták be a Gambino klánba. Santantonio a beszámolók szerint nagyon közel állt Albert Anastasiához, és sógora volt Jack Parisinak, a Gambino katonájának és a Murder, Inc. egykori bérgyilkosának is.[231] 1961-ben Santantonio feltehetően informátorrá vált. 1962-ben két másik bűnözővel együtt elkerülte a börtönbüntetést, mert lopott kötvényeket próbált eladni. 1963. július 11-én azonban két férfi öt lövést adott le rá, miközben egy brooklyni virágüzletben tartózkodott.[232]
- Wilfred "Willie Boy" Johnson – John Gotti egykori társa és bizalmasa. Indián származása miatt, amiért a "Wahoo" nevet kapta, soha nem válhatott a Gambino klán teljes jogú tagjává. Johnson 1966-ban a maffiával való nyilvánvaló elégedetlensége miatt az FBI informátora lett. Egy 1985-ös nyilvános meghallgatás során Diane Giacalone szövetségi ügyész leleplezte, hogy Johnson együttműködött a bűnüldöző szervekkel. Johnson azonnal megtagadta, hogy belépjen a tanúvédelmi programba, majd 1988. augusztus 29-én meggyilkolták.[233] A Bonanno klán bérgyilkosai, Vincent "Kojak" Giattino és Thomas Pitera szívességből ölte meg Gotti kedvéért Johnsont aki állítólag 19 lövést kapott, és arccal lefelé találták meg a saját vértócsájában.[234]
- Dominick Montiglio – egykori társult tag, aki 1983-ban tett vallomást. A Gambino alvezér Frank Scalise 1957-es virrasztásán nagybátyjával és a későbbi Gambino kapitánnyal Nino Gaggival vett részt. 1973-ban találkozott Roy DeMeóval, a Gambino család akkori társával és Chris Rosenberggel. Nagybátyja kifutófiújaként dolgozott, amihez be kellett gyűjtenie a DeMeo csapatának fizetését. DeMeo felajánlotta neki a kábítószer-eladás lehetőségét, azonban Gaggi utasította Montigliót, hogy ne keveredjen bele. Montiglio részt vett Vincent Governara 1975. áprilisi gyilkossági kísérletében.[235] 1979-ben Kaliforniába menekült, miután azt hitte, hogy Roy DeMeo és nagybátyja, Nino Gaggi meg akarja gyilkolni, miután a Gambino-főnök Paul Castellano pletykákat hallott arról, hogy Montiglio heroint árul és használ. Tanúvallomása miatt 1983-ban Gaggit 5 év börtönbüntetésre ítélték, ahol 1988-ban meg is halt.[236] 1983-ban tanúvallomása alapján legalább 60 amerikai maffiózót buktatott le, a megerősített adatok szerint 56 embert, mielőtt 1983-ban eltűnt a tanúvédelmi programban.
- James Cardinali – 1950-ben született. A Gambino bűnözőklán egykori társa, aki 1986 decemberében tanúskodott John Gotti ellen.[237][238] 1975-ben négyéves börtönbüntetést kapott fegyver- és kábítószer-birtoklásért.[239] 1975-ben négyéves börtönbüntetést kapott fegyver- és kábítószer-birtoklásért. 1975-ben Cardinali először a Clinton javítóintézetben találkozott Gottival az 1970-es évek végén, mielőtt őt az Atticába, Gottit pedig Green Havenbe szállították. Cardinali 1989 júliusában szabadult ki a programból azzal, hogy elárulta a személyazonosságát. Beismerte, hogy 5 gyilkosságban vett részt.[240]
- Dominick "Big Dom" LoFaro – korábbi munkatárs. A forrástól függően 1983-ban vagy 1984-ben LoFaro megpróbált egy kilogramm heroint eladni az FBI és a DEA beépített ügynökeinek, letartóztatása után rövidesen besúgó lett, mivel több mint 20 év börtönbüntetés várt rá. 1986-ban ő volt az egyike annak a három amerikai maffiainformátornak, aki a Gambino-főnök John Gotti ellen tanúskodott, James Cardinali és a Colombo bűncsalád társa, Salvatore Polisi mellett.[241] LoFaro a Gotti elleni tanúvallomásáért próbaidőt kapott. 1987. január 7-én beismerte, hogy történeteket gyártott, hogy alkut kössön a kormánnyal.[242] Később beismerte, hogy 1982-ben meggyilkolta Salvatore Calabriát az otthonában, és bűnrészes volt Calabria feleségének 1983-ban történt meggyilkolásában. Szintén 1987 januárjában bűnösnek vallotta magát gyilkossági kísérletben, illegális szerencsejátékban és uzsoráskodásban.[243] 2003-ban halt meg.
- Salvatore " Sammy the Bull" Gravano – az első alvezér, aki megszegte véresküjét. Gravano beismerte 19 ember meggyilkolását, és 1991-ben együttműködött a kormánnyal. Azt is beismerte, hogy John Gotti tárgyalásait megbundázta, ami miatt Gottit "Teflon Don"-nak nevezték el, mivel elkerülte a büntetőeljárást. 1994-ben szabadult a börtönből, és azonnal belépett a tanúvédelmi programba, amely lehetővé tette számára, hogy védelem alatt Arizonába meneküljön.[244] Gravano több nyilvános interjút adott, többek között Dianne Sawyernek, azonban Peter Gotti 1999-es Vanity Fair-interjúja után gilkosságot rendelt el Gravano ellen. A terv abból állt, hogy Gravanót aknával gyilkolják meg, vagy vadászpuskával lövik le. A 2002-es kábítószerrel kapcsolatos letartóztatása után a megbízott Gambino bérgyilkosok, Thomas "Huck" Carbonaro és Eddie Garafola azt tervezték, hogy postai úton csőbombát küldenek a börtöncellájába. 2017-ben Gravano szabadult a börtönből.[245]
- Dominic "Fat Dom" Borghese – volt katona. Jackie D'Amico, majd később John A. Gotti legénységében szolgált.[246] Borghese nagyon közel állt John A. Gottihoz, 1990-ben még az esküvőjén is részt vett, és több jövedelmező Staten Island-i illegális bukmékerügyletben is partnerek voltak együtt; később 1998-ban tanúskodott ellene. Borghese elismerte, hogy segített 2 meggyilkolt holttest eltüntetésében, azonban nem tudott ásni, mivel több mint 150 kilót nyomott.[247] 1995-ben belépett a tanúvédelmi programba.[248] 1995-ben tanúvallomást tett Joe Watts magas rangú Gambino-társ ellen.
- Andrew DiDonato – a Gambino család egykori munkatársa és a Gambino egykori megbízott főnökének és kapitányának, Nicholas Corozzónak a pártfogoltja volt. DiDonatót 2 gyilkosságban való részvétellel gyanúsították. Informátor lett 1997-ben, és később tanúskodott John A. Gotti ellen.[249][250]
- Michael "Mickey Scars" DiLeonardo – egykori Gambino helyi vezér. DiLeonardo az 1960-as évek óta aktív volt. Testvérét 1981-ben lőtték agyon a Gambino és Colombo bűncsaládokkal kapcsolatos vitában, DiLeonardo nem kapott engedélyt a gyilkosság megbosszulására Paul Castellano főnöktől. 1988. december 24-én John A. Gotti mellett beiktatták a Gambino bűnözői családba. 1989-ben segített megszervezni Fred Weiss kiadó és szaniterüzlet-tulajdonos meggyilkolását, akit a New Jersey-i DeCavalcante bűncsalád lőtt agyon John J. Gotti szívességeként.[251] Nem sokkal 2002 júniusi letartóztatása után kormánytanú lett, ugyanis munkaügyi zsarolással, zsarolással, uzsorakölcsönnel, tanú befolyásolásával és Fred Weiss meggyilkolásával vádolták meg. 2002-ben tanúskodott a Gambino egykori főnöke, Peter Gotti, Louis Vallario kapitány, Michael Yanotti bérgyilkos, Richard G. Gotti és John Gotti testvére, Richard V. Gotti ellen. Tanúvallomása több mint 80 amerikai maffiatag és társa elítélését eredményezte.[252]
- Frank "Frankie Fapp" Fappiano – volt katona. Az 1990-es évek elején lett a Gambino katonája, és 2002-ben döntött úgy, hogy együttműködik a rendőrséggel. Fappianónak van egy testvére a Colombo bűncsaládban.[253] Beismerte, hogy a Genovese bűncsaláddal együtt korrupciót, megvesztegetést és zsarolást követett el manhattani és brooklyni székhelyű építőipari cégeknél. Az egyik eset során Anthony Graziano, a Bonanno bűnözőcsalád tanácsadója segítségével sikerült megszereznie a "kenőpénzt" egy 22 millió dolláros építési szerződésért az MDC Brooklynban, amelyért a Gambino család is rivalizált.[254]
- Primo Cassarino – egykori katona és Anthony Ciccone csapatának tagja volt. 2003-ban elítélték bűnszervezetben elkövetett zsarolásért, a korábbi főnök Peter Gotti és több más Gambino-tag mellett. 2004-ben ezen felül további zsarolásért, pénzmosásért és Steven Seagal akciófilmsztár megzsarolásáért is elítélték. 2005-ben Cassarino kormánytanú lett, miután több mint 11 év börtönbüntetésre ítélték.[255][256] Cassarino 2005-ben a kormány tanúja lett. 2005-ben vallomást tett a Nemzetközi Hosszútávúak Szövetségébe való beszivárgásról. 2005 novemberében tanúskodott a Genovese kapitány Lawrence Ricci elleni perben, akit néhány héttel később meggyilkoltak,[257] és tanúskodott a Gambino katonája, Anthony "Todo" Anastasio ellen is.[258]
- Joseph "Little Joe" D'Angelo – egykori katona, aki 2005-ben együttműködött a rendőrséggel.[259] D'Angelo egykor John A. Gotti sofőrje volt. A Bonanno bűnözői család egykori kapitányával, Dominick Cicale-lel együtt tanúskodott Gotti ellen 2009-ben. Beismert két gyilkosságot, és sofőrként szolgált Curtis Sliwa 1992-es gyilkossági kísérleténél. Shira Scheindlin volt amerikai szövetségi bíró 2012. júliusi tárgyalásán bejelentette, hogy D'Angelo vallomása legalább 40 maffiózót buktatott le, és négy évre ítélték amit azonban már előzetes letartóztatásban letöltött.
- Lewis Kasman – korábbi munkatárs. Közel állt a Gotti családhoz. John Gotti fiaként tekintett Kasmanra.[260] 2005-ben együttműködött vele. 2015-ben Floridában letartóztatták súlyos lopás és csalás vádjával. Kasman a hírek szerint egy 900 000 dolláros kastélyban élt Delray Beachen.[261]
- John Alite – egykori tettestárs, aki tanúskodott John A. Gotti és a bérgyilkos Charles Carneglia ellen. Alite bűnösnek vallotta magát két gyilkosságban, négy gyilkossági összeesküvésben, legalább nyolc fegyveres támadásban és két gyilkossági kísérletben, valamint fegyveresen elkövetett lakásbetörésekben és fegyveres rablásokban New Yorkban, New Jerseyben, Pennsylvaniában és Floridában. Carneglia ellen tett vallomása azt eredményezte, hogy a vádlott életfogytiglani börtönbüntetést kapott, miután négy gyilkosságban bűnösnek találták. Alite-ot 2011. április 26-án 10 év börtönbüntetésre ítélték, azonban 2012 januárjában szabadult.[262]
- Robert Mormando – a Gambino bűnözői család egykori katonája és bérgyilkosa. 2009 októberében Mormando lett az első maffiózó, aki nyílt bíróság előtt elismerte, hogy meleg.[263] Részt vett egy queensi bagel-bolt tulajdonosának 2003-as meggyilkolásában.
- Nicholas "Nicky Skins" Stefanelli – egykori katona, aki New Jerseyben tevékenykedett, Nicholas Corozzo csapatának tagja volt. Informátor lett 2010-ben. Stefanelli állítólag 2011 februárjában meggyilkolt egy másik informátort, Joseph Rossit, akit azzal vádolt, hogy arra kényszerítette, hogy besúgó legyen. Két nappal Rossi meggyilkolása után öngyilkosságot követett el, holtan találták egy hotelszobában.[264]
- Ifjabb Anthony Ruggiano – volt katona. Az 1999-ben elhunyt idősebb Anthony Ruggiano Gambino-kapitány fia.[265] 1988-ban halálba csalta sógorát, Frank "Geeky" Boccia-t. Ruggiano három napot töltött börtönben a gyilkosságban játszott szerepéért, miután 2012-ben együttműködött vele.[266] 2012-ben Ruggiano később tanúskodott a Gambino magas rangú tagjai, köztük Dominick Pizzonia, Bartolomeo "Bobby Glasses" Vernace és a bérgyilkos Charles Carneglia ellen.
- Giovanni "Johnny" Monteleone – egykori munkatárs, aki 2013-ban besúgóvá vált. A Sopranos színésze, Tony Darrow arra kérte Monteleone-t és a Gambino-katonát, Joseph Orlandót, hogy szerezzenek vissza neki pénzt egy tartozásból. A zsarolási vádakkal szemben 2013-ban derült ki, hogy Monteleone együttműködő volt, így nem kapott börtönbüntetést.[267]

## A Gambino klán egykori maffiózói
- Gaetano Russo – a szicíliai Palermóban született 1891-ben.[268] 1969-ben a szövetségi kormány a szervezet egyik kapitányaként azonosította.[269] 1970-ben halt meg.
- Paolo "Paul" Gambino – született 1904-ben. Volt kapitány és Carlo Gambino öccse. A rendőrség 1970-ben azzal vádolta meg, hogy Paolo Violival, Rocco Zitóval és Vincenzo Cotronival együtt heroincsatornát hozott létre Toronto városában.[270] 1973-ban halt meg.
- Arthur "Artie Todd" Tortorello – született 1913-ban. Carmine Lombardozzi legénységének egykori katonája. Sokat foglalkozott részvénycsalással, ami az 1964-es letartóztatásával vált nevezetessé, amikor a befektetők több mint 2 millió dollárt veszítettek egy banki és részvénycsalási ügyben. 1980-ban halt meg.[271][272][273]
- Alphonse "Funzi" Mosca – született 1913-ban. Volt katona és jelentős heroin-nagykereskedő.[274] Paul Castellano Gambino-főnök bizalmasa volt.[275] 1987-ben halt meg.
- Idősebb Frank "Big Frank" Pasqua – 1923-ban született. A csapat egykori katonája és jelentős kábítószer-kereskedő, ismert kapcsolatokkal a Chicago Outfit bandában.[276] 1952 decemberében New Yorkban letartóztatták, mert heti rendszerességgel több kiló heroint szállított New Yorkból Chicagóba, a chicagói kerületi felügyelő szerint a heroin ára unciánként 100 dollárral emelkedett Pasqua és chicagói társai letartóztatása miatt.[277] 1958-ban négyéves börtönbüntetést kapott heroinösszeesküvésért. 1958-ban négyéves börtönbüntetést kapott. Pasquát és fiát 1982. december 9-én tartóztatták le a "Major Supplier" művelet részeként, amely állítólag 1979 és 1982 között heti 25 000 dollárt keresett, és felügyelte a New York városában nagykereskedelmi forgalomban forgalmazott heroin 15 százalékát, vagyis évente körülbelül 400 font heroint. 1984-ben heroinösszeesküvésért elítélték.[278][279]
- Anthony "Tony Pepsi" Vitta – 1938-ban született. Joseph N. Gallo egykori katonája és bizalmasa.[280] 1987 decemberében 10 év börtönbüntetésre és 250 000 dolláros pénzbüntetésre ítélték az igazságszolgáltatás akadályozása, zsarolás, és egy fotólaboratórium és egy bronxi építőipari cég zsarolása miatt. 2018-ban halt meg.[281][282]
- Anthony "Tough Tony" Anastasio
- Carmine Agnello
- Bartholomew "Bobby" Boriello
- Louis Capone (Albert Anastasia mellett dolgozott a Murder, Inc. szervezetben.)
- Roy DeMeo (Ran the DeMeo crew)
- William "Billy Batts" Devino
- Carmine "Charley Wagons" Fatico
- Joseph "Joe the Blond" Giordano – helyi vezér, 2013-ban tüdőrákban halt meg.[283]
- Carmine "Doctor" Lombardozzi
- Ralph "Ralphie Bones" Mosca
- Frank Piccolo[284]
- Angelo "Quack Quack" Ruggiero
- Anthony Scotto

## A populáris kultúrában
A Gambino bűnözőklán több filmben is szerepelt. 
- Az 1994-es Getting Gotti című film a Gambino-főnök, John Gotti (Tony Denison alakításában) 1980-as évekbeli vádemelését mutatja be.
- A Maffia tanúja című filmben is szerepelt, amely a Gambino alfőnökből lett FBI-informátor Sammy Gravano életéről szólt.
- A 2001-es Főnökök főnöke című filmben Chazz Palminteri színész alakítja a Gambino-főnököt, Paul Castellanót.
- Az 1996-os Gotti című tévéfilmben Armand Assante színész alakítja a Gambino főnököt, John Gottit.
- A Nagymenők című filmben a Gambino klán tagja, William "Billy Batts" DeVino (akit Frank Vincent alakít) megöli Thomas DeSimonét (akit Joe Pesci "Tommy DeVito" néven alakít), a Lucchese bűnözőklán bűntársával folytatott harcban.
- A 2018-as Gotti című filmben John Travolta játssza a címszerepet.

## Fordítás
- Ez a szócikk részben vagy egészben  a   Gambino crime family című angol Wikipédia-szócikk ezen változatának fordításán alapul.  Az eredeti cikk szerkesztőit annak laptörténete sorolja fel. Ez a jelzés csupán a megfogalmazás eredetét és a szerzői jogokat jelzi, nem szolgál a cikkben szereplő információk forrásmegjelöléseként.